# Груден, Альберт
Альберт Антонович Груден (словен. Albert Antona Gruden; 6 ноября 1923, Шенполай, около Набрежины — 27 августа 1982, Сежана) — югославский словенский партизан времён Народно-освободительной войны Югославии, капитан запаса НОАЮ, Народный герой Югославии. Известен под псевдонимом Молния (словен. Blisk).

## Биография
Родился 6 ноября 1923 года в Шенполае около Набрежины (ныне территория Италии, коммуна Дуино-Ауризина). До войны работал в Триесте слесарем на верфи. В 1942 году призван в итальянскую армию, несколько раз безуспешно пытался дезертировать (дело заканчивалось арестом). В марте 1943 года сбежал из расположения своей части и перешёл к партизанам в Словении, вступил в так называемую Крашскую роту.
В Гориции Груден был заместителем командира батальона, позднее назначен руководителем Словенского отделения Службы разведки и безопасности (контрразведки НОАЮ). Работал в основном в Доленьске и организовал несколько диверсий против оккупационных сил: на дороге Триест — Прешница партизанская засада атаковала и уничтожила немецкую заставу, а из Триеста на сторону партизан перешла большая группа добровольцев.
После войны Альберт Груден продолжил работу в спецслужбах Югославии, выполняя задания в Триесте, однако в 1947 году был арестован полицией Италии и приговорён к 7 месяцам ареста. В 1952 году после раскрытия его деятельности итальянский суд приговорил «Молнию» к пожизненному лишению свободы.
27 августа 1982 года под Сежаной Груден погиб в результате несчастного случая: на охоте его по неосторожности застрелил собственный сын.
Память Альберта Грудена увековечена в местечке Содище, где ему установлен памятник. Эпизод гибели Грудена описал словенский писатель Игор Торкар в романе «Смерть в рассрочку» (словен. Umiranje na obroke).